# Macrosteles alticola
Macrosteles alticola är en insektsart som beskrevs av Vilbaste 1965. Macrosteles alticola ingår i släktet Macrosteles och familjen dvärgstritar. Inga underarter finns listade i Catalogue of Life.